# Mohammed al-Emara
Mohammed al-Emara (arabisch محمد الأمارة; * 26. Februar 1992 in Rafha, Saudi-Arabien) ist ein finnischer Fußballschiedsrichter.
Al-Emara leitet seit 2017 Spiele in der finnischen Veikkausliiga und hatte in dieser bereits über 115 Einsätze.
Seit 2021 steht al-Emara auf der Liste der FIFA-Schiedsrichter und leitet internationale Fußballspiele. Seit der zweiten Hälfte der Saison 2024/25 zählt er zur Gruppe der UEFA-First-Category-Schiedsrichter, der zweithöchsten Schiedsrichter-Kategorie.
In der Saison 2023/24 leitete al-Emara erstmals ein Spiel in der Conference League. Darüber hinaus hatte er einen Einsatz in der Qualifikation zur Europa League und pfiff weitere Qualifikations- und Freundschaftsspiele.
Bei der U-17-Europameisterschaft 2024 in Zypern leitete al-Emara ein Spiel in der Gruppenphase.